# Дворці
Дворці́ (рос. Дворцы) — присілок у складі Шатровського району Курганської області, Росія. Входить до складу Шатровської сільської ради.
Населення — 184 особи (2010, 256 у 2002).
Національний склад станом на 2002 рік: росіяни — 93 %.